# 中共江西区执行委员会
中共江西区执行委员会（简称中共江西区执委）是中国共产党成立初期的区执行委员会之一，领导中共在江西地区的工作。

## 历史
1924年1月国民党一大后，国民党中央决定派赵醒侬、邓鹤鸣前往江西筹建国民党江西省党部。同时，中共中央则让赵、邓二人在江西建立中共地方组织。此后，中共南昌支部成立，直属中共中央。1925年6月，南昌支部设立支部干事会，赵醒侬任书记。
1926年，中共中央先后派罗石冰、刘峻山前往江西，对江西地方组织进行整顿、改组。4月，中共江西地方执行委员会（江西地执委）成立，直属于中共中央。1927年1月，江西地执委改称为中共江西区执行委员会（江西区执委）。
1927年5月，中共中央决定撤销江西区执委，改组成立中共江西省委。

## 主要成员

### 南昌支部（1924年5月－1926年4月）
- 书记：赵醒侬、丁健亚（代理）
- 干事会成员：赵醒侬、邓鹤鸣、许鸿

### 江西地方执行委员会（1926年4月－1927年1月）
- 书记：罗石冰、刘峻山
- 委员：罗石冰、刘峻山（其他不详）
- 秘书：陈正人
- 组织部主任：赵醒侬
- 工农部主任：方志敏
- 宣传部主任：罗石冰

### 江西区执行委员会（1927年1月－5月）
- 书记：刘峻山
- 委员：刘峻山、李富春、蔡畅、傅烈、方志敏、袁孟冰（袁玉冰）、曾延生
- 军委书记：李富春、傅烈
- 组织部主任：傅烈
- 宣传部主任：袁孟冰（袁玉冰）、汪群
- 工委书记：方志敏
- 妇委书记：蔡畅、周治中
- 青委书记：袁孟冰、吴振鹏
- 青委秘书：冯任

## 直属地执委、部委、支部
至1927年5月，中共江西地方组织共扩展至57个县、市，有党员5100余名。
| - 南昌地方执行委员会（1927年1月－5月） - 南昌近郊特别支部（1927年4月－7月） - 新建县扬子洲支部（1926年12月－1927年7月） - 九江特支→九江地执委（1926年4月－1927年6月） - 吉安特支→吉安地执委（1926年3月－1927年6月） - 赣州支部→赣州特支→赣州地执委（1926年8月－1927年7月） - 临川支部→临川特支（1926年11月－1927年7月） - 永修支部→永修地执委（1926年5月－1927年6月） - 德安支部→德安部委（1925年11月－1927年7月） - 都昌支部→都昌地执委（1926年6月－1927年6月） - （武宁）梅友支部（1926年7月－1927年7月） | - （武宁）县城支部（1926年8月－1927年7月） - 靖安支部（1927年2月－7月） - 高安支部（1926年7月－1927年6月） - 奉新支部（1926年9月－1927年7月） - 丰城支部（1926年12月－1927年7月） - 铜鼓支部、党团中心支部（1925年12月－1927年6月） - 宜丰支部（1927年4月－7月） - 上高支部（1927年3月－7月） - 清江支部（1926年9月－1927年7月） - 安义支部（1926年12月－1927年7月） - （弋阳）漆工镇临时支部、弋阳特别支部→弋阳支部（1925年10月－1927年6月） - 横峰支部（1926年秋－1927年6月） - 波阳支部（1926年11月－1927年5月） - 余干支部（1926年9月－1927年6月） | - 德兴支部（1926年12月－1927年6月） - 万年特别支部（1926年12月－1927年3月） - 东乡支部（1926年11月－1927年1月） - 南丰支部（1926年12月－1927年7月） - 贵溪支部（1926年8月－1927年5月） - 余江支部（1927年1月－5月） - 景德镇支部→景德镇市委（1926年6月－1927年7月） - 乐平鸣山煤矿支部（1926年10月－1927年7月） - 新干支部（1926年5月－1927年6月） - 修水支部（1926年7月－11月） - 南康支部（1926年9月－10月） - 宁冈支部（1926年11月－1927年1月） - 万安地方执行委员会（1927年1月－5月） |